# (210213) Hasler-Gloor
(210213) Hasler-Gloor ist ein etwa ein Kilometer großer Hauptgürtelasteroid, der am 11. September 2007 von Markus Griesser, dem Leiter der Winterthurer Sternwarte Eschenberg (IAU-Code 151), entdeckt wurde.
Im Juni 2009 erhielt der Asteroid nach der Nummerierung durch das Minor Planet Center vom Entdecker mit offizieller Zustimmung der Internationalen Astronomischen Union (IAU) den Namen des Arzt-Ehepaares Niklaus und Ursula Hasler-Gloor. Gemeinsam mit Freunden haben sie im Frühling 1963 die Astronomische Gesellschaft Winterthur gegründet. Niklaus schrieb mit seinem ausgeprägten mathematischen Talent schon früh erste Computer-Programme und profilierte sich später im Schweizerischen Gesundheitssystem durch fundierte statistische Analysen. Gemeinsam mit seiner Frau Ursula führte er bis 2005 in Volketswil, Agglomeration Zürich, eine Praxis als Landarzt.
Niklaus Hasler-Gloor starb am 9. September 2009 an den Folgen eines Sturzes.